# Katastrofa kolejowa w Halle
Zderzenie pociągów niedaleko Halle miało miejsce 15 lutego 2010, spowodowało śmierć 18 osób. Dwa podmiejskie pociągi pasażerskie zderzyły się czołowo w Buizingen na przedmieściach belgijskiego Halle (15 kilometrów na południowy zachód od Brukseli). Przewoziły one razem 250-300 pasażerów. Wypadek miał miejsce podczas porannych godzin szczytu, w złych warunkach pogodowych związanych z opadami śniegu.

## Kolizja

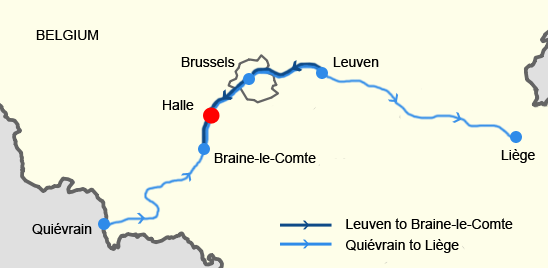
Linia kolejowa nr 96 (Bruksela – Mons) niedaleko Buizingen koło Halle.

Jeden z pociągów jechał z Quiévrain do Liège, podczas gdy drugi z Leuven do Braine-le-Comte. W wyniku kolizji dwa wagony pierwszego ze składów wjechały na jeden z wagonów drugiego pociągu. Z pierwszych doniesień można było wywnioskować, że z niewiadomych przyczyn pociąg Leuven – Braije-le-Comte znajdował się na złym torze. Świadkowie opisywali zderzenie jako nagłe i „brutalne”, a pasażerowie zostali przewróceni i porozrzucani wewnątrz wagonów.

## Ofiary
Burmistrz Halle, Dirk Pieters, poinformował belgijskie media, że co najmniej 20 osób zginęło w wyniku katastrofy kolejowej. Natomiast władze Prowincji Brabancji Flamandzkiej wstępnie oszacowały liczbę ofiar na 18 pasażerów (15 mężczyzn i 3 kobiety). Inne doniesienia mówiły nawet o śmierci 28 osób – informując, że do publicznej wiadomości podawane są jedynie te przypadki, w których udało się wydobyć zwłoki z wraków pociągów i zidentyfikować je.
Belgijski prokurator generalny, Jos Colpin, stwierdził, że zginęło „od 10 do 12 osób”, a kolejne 20 zostało ciężko rannych. Gubernator Brabancji Flamandzkiej, Lode De Witte, powiedział natomiast, że 125 pasażerów odniosło rany, spośród których 55 osób hospitalizowano, a 11 znajduje się w „bardzo poważnym” stanie. Ostatecznie potwierdzono śmierć 18 osób. Podczas konferencji prasowej, De Witte oświadczył, że maszynista pociągu nadjeżdżającego z Leuven zignorował czerwony sygnał „stój”, co było główną przyczyną wypadku. Informacje te nie zostały jednak potwierdzone przez prokuratora.

## Szkody i zakłócenia funkcjonowania systemu transportowego
Wypadek zdarzył się na jednej z głównych linii wiodących do Dworca Południowego w Brukseli, ok. 14 kilometrów od stolicy Belgii. Katastrofa spowodowała poważne uszkodzenie przewodów sieci trakcyjnej, zwłaszcza na liniach Bruksela – Mons i Bruksela – Tournai, zakłóciła także funkcjonowanie linii kolei dużych prędkości pomiędzy Brukselą, Francją i Wielką Brytanią. Thalys poinformował, że ze względu na zderzenie cztery pociągi tego przewoźnika zostały skierowane na stacje alternatywne.